# نارين سولانو
نارين سولانو (بالإسبانية: Naren Solano)‏ (15 يناير 1996 بميديلين في كولومبيا - ) هو لاعب كرة قدم كولومبي في مركز الهجوم. لعب مع إنديبندينتي ميديلين.

## وصلات خارجية
- نارين سولانو على موقع قاعدة بيانات كرة القدم.إي يو (الإنجليزية)
- نارين سولانو على موقع Soccerway.com (الإنجليزية)